# Moritz Stephan
Moritz Stephan (* 1989 in Radebeul) ist ein deutscher Schauspieler.

## Leben
Moritz Stephan betätigte sich schon früh künstlerisch. Seit 2004 war er als Schlagzeuger in mehreren Bands und Orchestern tätig. 2007 erhielt er ein einjähriges Stipendium für die Hochschule für Musik „Carl Maria von Weber“ in Dresden. 2010 schloss er seine Schullaufbahn mit der Allgemeinen Hochschulreife an der Freien Werkschule Meißen ab. Erste schauspielerische Erfahrungen machte Stephan, noch vor seinem Studium, im Jugendclub des Theaters Meißen, wo er den Beckmann in Draußen vor der Tür spielte. 2011 wirkte er, ebenfalls noch vor seinem Studium, am Theater Annaberg-Buchholz als Woof im Musical Hair und als „Der Sohn“ in Dürrenmatts Tragikomödie Der Besuch der alten Dame mit.
Sein Schauspielstudium absolvierte er von 2011 bis 2015 an der Hochschule für Musik und Theater Rostock, wo er auch sein Schauspieldiplom erwarb. Während seiner Ausbildung spielte er in Inszenierungen u. a. von Tamara Korber, Markus Wünsch, Sonja Hilberger, Gustav Rueb und Nina Hellmuth.
Seit der Spielzeit 2014/15 ist er festes Ensemblemitglied des Schauspiels am Theater Junge Generation in Dresden. Er spielte dort u. a. den Mario in Am kürzeren Ende der Sonnenallee (Regie: Mareike Mikat), den „Robin Hood“ (Regie: Ronny Jakubaschk), den jungen Egzon, der gemeinsam mit seiner Schwester in den Kosovo abgeschoben wird, in Deportation Cast von Björn Bicker (Regie: Kalma Streun) und den Amtsschreiber Wilhelm in The Black Rider. In der Spielzeit 2018/19 stand er dort in einer Antigone-Neuinszenierung auf der Bühne.
Als Darsteller wirkte er außerdem in dem Musikvideo zu Ich glaube dir der Punk-Band Feine Sahne Fischfilet mit. In der 10. Staffel der ZDF-Krimiserie Die Chefin (2019) übernahm er eine Episodenrolle als Fotograf David Schirmer, der eine homosexuelle Liebesbeziehung mit einem jungen Profi-Fußballer (Langston Uibel) hat.
Seit 2022 spielt er bei den Störtebeker Festspielen die Titelrolle Klaus Störtebeker.
Moritz Stephan lebt in Dresden.

## Filmografie (Auswahl)
- 2015: Aureole (Kurzfilm)
- 2015: Feine Sahne Fischfilet: Ich glaube dir (Musikvideo)
- 2019: Die Chefin: Schöner Schein (Fernsehserie, eine Folge)
- 2021: Tatort: Unsichtbar